# Án lệ 01/2016/AL
Án lệ số 01/2016/AL, hay Án lệ hình sự Đồng Xuân Phương là án lệ công bố đầu tiên thuộc lĩnh vực hình sự của Tòa án nhân dân tối cao tại Việt Nam, được Hội đồng Thẩm phán Tòa án nhân dân tối cao thông qua, Chánh án Tối cao Trương Hòa Bình ra quyết định công bố và có hiệu lực cho tòa án các cấp trong cả nước nghiên cứu, áp dụng từ ngày 1 tháng 6 năm 2016. Án lệ 01 dựa trên nguồn là Quyết định giám đốc thẩm số 04 ngày 16 tháng 4 năm 2014 của Hội đồng Thẩm phán về vụ án giết người, nội dung xoay quanh hình sự, định danh tội cố ý gây thương tích dẫn đến chết người cùng thiệt hại đính kèm gây tổn hại cho sức khỏe của người khác và xâm phạm tính mạng. Đây cũng là án lệ đầu tiên trong lĩnh vực tư pháp Việt Nam.
Trong vụ việc, bị cáo Đồng Xuân Phương đã thuê người khác gây thương tích bằng dao đối với nạn nhân Nguyễn Văn Soi, khiến nạn nhân chết vì sốc máu cấp tính không khôi phục. Vụ án hình sự đã được điều tra bởi Công an thành phố Hà Nội, trải qua nhiều giai đoạn xét xử sơ thẩm, phúc thẩm tại Tòa án nhân dân thành phố Hà Nội; sơ thẩm lại, phúc thẩm lại tại Tòa Phúc thẩm Tòa án nhân dân cấp cao tại Hà Nội hai lần; rồi giám đốc thẩm bởi Hội đồng Thẩm phán tối cao; bị kháng cáo bởi cả bị cáo và đại diện nạn nhân, kháng nghị bởi cơ quan tố tụng, kéo dài bảy năm cho đến phán quyết cuối cùng chuyển từ tội giết người sang tội cố ý gây thương tích.

## Tóm lược vụ án

### Tình tiết ban đầu
Thứ Năm, ngày 21 tháng 6 năm 2007, khoảng 14 giờ 16 phút tại khu vực đúc dầm bê tông thi công cầu Thanh Trì thuộc địa phận tổ 12, phường Thạch Bàn, quận Long Biên, thời tiết thông thường. Ông Nguyễn Văn Soi, sinh năm 1971, kỹ sư xây dựng thuộc Công ty cổ phần Xây dựng 204 thuộc Tổng công ty xây dựng Bạch Đằng di chuyển trong khu vực này trong quá trình làm việc hằng ngày. Lúc này, ông được một người lạ tên là Hoàng Ngọc Mạnh gọi điện hẹn gặp. Khi hai người gặp nhau, Hoàng Ngọc Mạnh đã dùng dao nhọn chuẩn bị từ trước đâm hai nhát vào mặt sau đùi phải rồi lên đường bỏ trốn. Nạn nhân dính chấn thương, không thể di chuyển và không có cứu trợ, qua đời ngay sau đó. Vụ án được hình thành từ đây.
Khoảng 15 giờ ngày 21 tháng 6 năm 2007, Công an quận Long Biên, thủ đô Hà Nội nhận được tin báo đã xảy ra vụ án chết người tại tổ 12, phường Thạch Bàn, quận Long Biên. Khi tới hiện trường, nạn nhân đã chết. Qua điều tra, xác minh, Công an quận Long Biên nhận định được danh tính của nạn nhân Nguyễn Văn Soi. Sau quá trình phân tích và suy đoán, cơ quan điều tra tập trung vào tình huống thực tế là mối quan hệ giữa nạn nhân và đồng nghiệp là Đồng Xuân Phương, về mâu thuẫn của hai người. Nguyễn Văn Soi và Đồng Xuân Phương cùng làm việc tại Công ty cổ phần Xây dựng 204 thuộc Tổng công ty xây dựng Bạch Đằng, đều được giao nhiệm vụ thi công, xây dựng cầu Thanh Trì. Công an đã ra kết luận cho rằng Đồng Xuân Phương là bị can và ra lệnh bắt khẩn cấp.

### Quá trình điều tra

#### Tiến trình vụ án
Từ quy trình điều tra hình sự, cơ quan điều ra đã rút ra kết luận tình tiết các giai đoạn vụ án. Cụ thể, vụ án bắt đầu từ mối quan hệ thực tế của hai người đồng nghiệp Đồng Xuân Phương và Nguyễn Văn Soi. Khoảng tháng 2 năm 2007, Đồng Xuân Phương uống rượu say trong giờ làm việc, bị Nguyễn Văn Soi dùng điện thoại di động chụp ảnh, báo cáo lãnh đạo khiến Đồng Xuân Phương có ý định trả thù. Ngày 14 tháng 6 năm 2007, Đồng Xuân Phương gọi điện thoại cho bạn là Đoàn Đức Lân để nói về việc mâu thuẫn nêu trên và thuê Đoàn Đức Lân đánh trả thù. Đoàn Đức Lân nói sẽ giới thiệu người khác thực hiện. Tối ngày 17 tháng 6 năm 2007, Đồng Xuân Phương từ Hà Nội về Hải Phòng gặp Đoàn Đức Lân và bạn của Lân là Hoàng Ngọc Mạnh. Tại cuộc gặp, Đồng Xuân Phương kể lại việc mâu thuẫn và thuê Lân, Mạnh đánh Soi, bằng cách dùng dao đâm vào chân, tay nạn nhân để gây thương tích. Đồng Xuân Phương hỏi giá cả, Mạnh và Lân đáp rằng giá cả tùy thuộc thực tế và Phương đã đưa cho Mạnh 1,5 triệu đồng. Lân và Mạnh đồng ý.
Khoảng 20 giờ ngày 20 tháng 6 năm 2007, Hoàng Ngọc Mạnh đi cùng Nam, là bạn Mạnh, không xác định được địa chỉ, lên Hà Nội gặp Đồng Xuân Phương và thống nhất là sẽ đánh Nguyễn Văn Soi vào ngày 21 tháng 6. Sau đó, Phương đưa thêm 500.000 đồng để Mạnh thuê chỗ ngủ. Đến khoảng 09 giờ sáng ngày 21 tháng 6 năm 2007, Phương dẫn Mạnh và Nam đến đoạn đường mà mục tiêu Nguyễn Văn Soi sẽ qua để đi họp vào đầu giờ buổi chiều hôm đó; rồi quay về công ty. Khoảng 11 giờ, Hoàng Ngọc Mạnh đến quán nước tại ngã ba Quốc lộ 5 – 1B, là quán của chị Phạm Thị Miến, thuê điện thoại di động của chị Miến gọi điện thoại cho Đồng Xuân Phương yêu cầu mô tả đặc điểm nhận dạng và thông báo số điện thoại di động của Soi. Đồng Xuân Phương đã thực hiện theo yêu cầu của Mạnh. Đến khoảng hơn 13 giờ chiều, Mạnh lại thuê điện thoại di động của chị Miến gọi cho Phương thông báo là đã nhận dạng được Soi và Mạnh sẽ thực hiện một mình vì hiện Nam đã bỏ đi đâu không thông báo lại; Đồng Xuân Phương đồng ý. Mạnh tiếp tục thuê máy điện thoại di động của chị Miến gọi điện thoại hẹn gặp Soi tại khu vực đúc dầm bê tông. Tại đây, Hoàng Ngọc Mạnh đã đâm Nguyễn Văn Soi, nạn nhân tử vong sau đó.

#### Vấn đề liên quan
Trong quá trình điều tra hình sự, cơ quan điều tra nhận định những tình tiết chủ yếu thông qua chứng cứ, xác minh và giám định. Tại bản giám định pháp y ngày 17 tháng 7 năm 2007, Phòng Kỹ thuật hình sự, Công an thành phố Hà Nội kết luận rằng nạn nhân bị hai vết thương tại mặt sau đùi phải, vết phía trên xuyên vào cơ đùi 3,0 cm. Vết phía dưới cắt đứt động mạch, tĩnh mạch đùi sau gây chảy mất nhiều máu. Nguyên nhân chết là sốc mất máu cấp không hồi phục do vết thương động mạch.
Ngoài ra, trong quá trình điều tra Đồng Xuân Phương còn khai rằng ngoài lý do mâu thuẫn giữa Đồng Xuân Phương và Nguyễn Văn Soi, việc thuê đâm Nguyễn Văn Soi còn có nguyên nhân do bị Ngô Văn Toản, Phó Ban điều hành dự án cầu Thanh Trì kích động, vì trước đó Toản cũng có mâu thuẫn với anh Soi. Cơ quan điều tra đã lấy lời khai của Ngô Văn Toản, nhưng anh Toản không thừa nhận việc này. Kết quả điều tra không có cơ sở kết luận anh Toản có liên quan đến vụ án. Đoàn Đức Lân và Hoàng Ngọc Mạnh bỏ trốn, cơ quan điều tra đã có quyết định truy nã và quyết định tạm đình chỉ điều tra bị can đối với Đoàn Đức Lân và Hoàng Ngọc Mạnh, tiến hành xử lý khi bắt được.

## Xét xử giai đoạn đầu

### Sơ thẩm
Sau hơn một năm điều tra được tiến hành bởi Cơ quan điều tra Công an Thành phố Hà Nội, kết hợp cùng Cơ quan điều tra Công an Hải Phòng, các thủ tục về tố tụng hình sự được tiến hành, Viện kiểm sát nhân dân thành phố Hà Nội truy tố bị cáo và phiên tòa hình sự sơ thẩm được mở ngày 17 tháng 11 năm 2008 tại Tòa án nhân dân thành phố Hà Nội do Tòa Hình sự phụ trách, tại số 1 phố Phạm Văn Bạch, phường Yên Hòa, quận Cầu Giấy, Hà Nội. Trong quá trình tố tụng, tại bản án hình sự sơ thẩm, Tòa án Hình sự Hà Nội đã tuyên bố xử phạt Đồng Xuân Phương 17 năm tù về tội giết người. Bản án buộc Đồng Xuân Phương bồi thường cho gia đình người bị hại tiền tổn thất tinh thần là 32,4 triệu đồng và cấp dưỡng hàng tháng cho hai con và mẹ người bị hại.

### Phúc thẩm
Sau khi xét xử sơ thẩm, hai tình huống đồng thời xảy ra từ hai phía. Phía bị cáo, Đồng Xuân Phương kháng cáo đề nghị xem xét lại vụ án. Phía bị hại, đại diện hợp pháp của người bị hại là chị Nguyễn Thị Thanh, tức vợ Nguyễn Văn Soi đã kháng cáo đề nghị tăng hình phạt, tăng mức bồi thường đối với bị cáo. Tại diễn biến này, Tòa Phúc thẩm Tòa án nhân dân tối cao tại Hà Nội thụ lý vụ án. Trong quá trình thụ lý vụ án, Tòa Phúc thẩm đã ra quyết định hủy bản án hình sự sơ thẩm để điều tra lại theo thủ tục chung, vụ án được trả lại cho Tòa án nhân dân thành phố Hà Nội điều tra lại cùng xét xử lại.
Sau khóa trình điều tra lại lần thứ hai, ngày 31 tháng 3 năm 2010, Tòa án nhân dân thành phố Hà Nội xét xử lại, xử phạt Đồng Xuân Phương 17 năm tù về tội giết người, giữ nguyên hình phạt tù so với đợt xét xử sơ thẩm thứ nhất hai năm trước. Về mặt bồi thường, Tòa buộc Đồng Xuân Phương bồi thường các khoản gồm chi phí mai táng 34,583 triệu đồng, tiền tổn thất tinh thần cho vợ con người bị hại tổng số là 39 triệu đồng và cấp dưỡng hàng tháng cho mẹ và con người bị hại. Mức phạt này có thay đổi nhưng không nhiều so với bản án hình sự sơ thẩm thứ nhất.
Sau khi xét xử sơ thẩm lần thứ hai, vụ việc chưa dừng lại mà tiếp tục quay trở lại với diễn biến cũ từ cả hai bên. Ngày 2 tháng 4 năm 2010, Đồng Xuân Phương kháng cáo xin giảm hình phạt và đề nghị xem xét lại vụ án vì chưa bắt được bị can Hoàng Ngọc Mạnh nên không có đủ căn cứ khẳng định việc Mạnh đâm chết Nguyễn Văn Soi. Ngày 13 tháng 4 năm 2010, Nguyễn Thị Thanh kháng cáo lần thứ hai đề nghị tăng hình phạt, tăng mức bồi thường đối với bị cáo. Tòa Phúc thẩm Tòa án nhân dân tối cao tại Hà Nội thụ lý vụ án ở vai trò phúc thẩm một lần nữa. Ngày 15 tháng 9 năm 2010, phiên phúc thẩm diễn ra ở trụ sở tòa ở ngõ 2 phố Tôn Thất thuyết, Yên Hoà, Cầu Giấy, Hà Nội. Tòa Phúc thẩm xử phạt Đồng Xuân Phương tù chung thân về tội giết người, buộc Đồng Xuân Phương bồi thường tiền bù đắp tổn thất tinh thần là 43,8 triệu đồng và giữ nguyên các quyết định khác về bồi thường thiệt hại.

### Kháng nghị
Bản án hình sự phúc thẩm được tuyên bố, nhưng không trực tiếp triển khai thi hành án mà được xem xét một lần nữa. Ngày 22 tháng 7 năm 2013, Chánh án Tòa án nhân dân tối cao Trương Hòa Bình ký kháng nghị đề nghị Hội đồng Thẩm phán Tòa án nhân dân tối cao xét xử theo thủ tục giám đốc thẩm hủy Bản án hình sự phúc thẩm nêu trên về các phần: tội danh, hình phạt và án phí hình sự phúc thẩm đối với Đồng Xuân Phương; chuyển hồ sơ vụ án cho Tòa Phúc thẩm Tòa án nhân dân cấp cao tại Hà Nội để xét xử phúc thẩm lại theo đúng quy định của pháp luật. Hội đồng Thẩm phán tối cao đã đồng thuận với kháng nghị của Chánh án tối cao, tiến hành giám đốc thẩm hủy bản án phúc thẩm vụ án này và chuyển về cho Tòa Phúc thẩm xét xử phúc thẩm lại. Đại diện Viện kiểm sát nhân dân tối cao cũng nhất trí với kháng nghị này.

## Kết quả vụ án

### Giám đốc thẩm
Nhận định của Hội đồng Thẩm phán, Quyết định 04/2014/HS-GĐT.
Ngày 16 tháng 4 năm 2014, với yêu cầu kháng nghị của Chánh án Tối cao và sự nhất trí của Viện Kiểm sát, Hội đồng Thẩm phán tối cao đã mở phiên xét xử giám đốc thẩm tại trụ sở tòa ở 48 Lý Thường Kiệt, quận Hoàn Kiếm, Hà Nội. Tại phiên giám đốc thẩm, hội đồng thẩm phán đã đưa ra những nhận định chủ chốt. Thứ nhất, về cơ sở, nhận định căn cứ vào các lời khai nhận tội của bị cáo Đồng Xuân Phương trong quá trình điều tra và tại các phiên tòa sơ thẩm, phiên tòa phúc thẩm; lời khai và kết quả nhận dạng của những người làm chứng về các đối tượng liên quan đến vụ án; biên bản khám nghiệm hiện trường; bản giám định pháp y cùng các tài liệu, chứng cứ khác của vụ án.
Hội đồng Thẩm phán kết luận rằng hành vi của Đồng Xuân Phương thuộc trường hợp phạm tội cố ý gây thương tích dẫn đến chết người. Tòa án cấp sơ thẩm và Tòa án cấp phúc thẩm đã kết án Đồng Xuân Phương về tội giết người là không đúng pháp luật. Từ đây, Hội đồng Thẩm phán đã đưa ra quyết định là: hủy Bản án hình sự phúc thẩm số 475/2010/HSPT ngày 15 tháng 9 năm 2010 của Tòa Phúc thẩm Tòa án nhân dân tối cao tại Hà Nội về các phần tội danh, hình phạt và án phí hình sự phúc thẩm đối với Đồng Xuân Phương; chuyển hồ sơ vụ án cho Tòa Phúc thẩm Tòa án nhân dân tối cao tại Hà Nội để xét xử phúc thẩm lại theo đúng quy định của pháp luật. Bên cạnh đó, tiếp tục tạm giam bị cáo Đồng Xuân Phương cho đến khi Tòa Phúc thẩm Tòa án nhân dân cấp cao tại Hà Nội thụ lý lại vụ án.

### Nội dung án lệ
Từ quyết định của Hội đồng Thẩm phán trong phiên xét xử giám đốc thẩm năm 2014, cùng với quyết định công bố án lệ thứ nhất năm 2016 của Chánh án Tối cao, Án lệ 01 ra đời với nội dung án lệ là: theo tình tiết xuyên suốt trong vụ án hình sự, bị cáo Đồng Xuân Phương chỉ muốn gây thương tích cho bị hại Nguyễn Văn Soi mà không muốn tước đoạt tính mạng. Những gì có thể nhận thấy từ quá trình điều tra có thể thấy được rằng hành vi phạm tội của đồng phạm khó thấy trước được hậu quả chết người có thể xảy ra. Việc nạn nhân chết là ngoài ý muốn của chủ mưu cùng đồng phạm. Hành vi của bị cáo thuộc tội cố ý gây thương tích chứ không phải tội giết người. Việc các tòa cấp dưới ra phán quyết tội giết người là không đúng pháp luật, lập tức phải thụ lý xét xử lại.
Án lệ 01 do vậy xoay quanh hai phương diện: nội dung trực tiếp của vụ án hình sự và thủ tục tố tụng của các cấp tòa án. Việc công bố án lệ của Tòa án nhân dân tối cao cũng nhấn mạnh việc tòa án các cấp trên cả đất nước Việt Nam căn cứ vào án lệ này để nghiên cứu và áp dụng tùy trường hợp cụ thể về việc hủy bản án đã có của tòa cấp dưới trong trường hợp nhận định sai pháp luật về nội dung vụ án.

## Ảnh hưởng xã hội
Trong quá trình điều tra, nhân viên và Công ty cổ phần Xây dựng 204 đã tự nguyện quyên góp, trợ cấp cho gia đình người bị hại tổng cộng 123 triệu đồng, trong đó có chi phí mai táng 63 triệu đồng và ba sổ tiết kiệm cho gia đình anh Soi, với tổng số tiền gửi là 60 triệu đồng.